# 坂元蔵之允
坂元 蔵之允（さかもと くらのじょう、1864年8月31日（元治元年7月30日） - 1931年（昭和6年）1月13日）は、日本の政治家。実業家。

## 経歴・人物
仙台中教院に学ぶ。宮城県に出仕し、刈田郡長、仙台市助役、柴田郡長などを歴任する。その後実業界に転じ、内国生命仙台支店長、宮城県農工銀行取締役支配人、仙台鉄道、宮城株式会社などを創立し、社長となる。
1915年（大正4年）仙台市会から市長に推挙されたが、固辞し、就任しなかった。仙台市会議員となり、議長を務めた。1931年（昭和6年）在任中に死去した。
このほか各組合の理事長、組合長を務めた。